# ザ・フライ (曲)
「ザ・フライ」（The Fly）は、U2が1991年に発表した楽曲。アルバム『アクトン・ベイビー』（1991年）からの第1弾シングルとして、アルバムに先駆けてリリースされた。本作はU2にとって2作目の全英シングルチャート1位獲得作品となった。

## 解説
ベルリンからダブリンに戻ってから形になった曲で、元々OneのB面に収録された「Lady With the Spinning Head」という曲だったものが、「The Fly」「Ultraviolet (Light My Way)」 そしてこの曲に3分割した。　ファンクのリズムを取り入れた曲で、Jon Parelesは、1991年11月17日付の『ニューヨーク・タイムズ』紙において「ボ・ディドリーやジェームス・ブラウンから稽古を受けたかのように、シンコペーションしたダンス・ソング」と評している
レコーディングの間、ボノは衣装係のフィンタン・フィッツジェラルドが持ってきた大きめのサングラスをかけ、目に映ったものを片っ端から並べ立てる遊びに興じていているうちに、他人になりきるというアイデアを思いついた。またそのフィンタンが貸してくれたワード・アーチストのジェニー・ホルツァーの本にも影響を受け、やがて自分でも「A liar won't believe anybody else」「A friend is someone who lets you down」といったホルツァーのような言葉を書き始めた。もちろん本心ではない――が、そういうキャラクターを演じるのだ――といのがThe Flyの基本アイデアとなった。最終的にThe Flyはジェリー・リー・ルイスとジム・モリスンとテレビ伝道師のジミー・スワガートを合わせたキャラクターとなり、Zoo TVツアーにもお目見えした。The Fly、即ちそれは、エゴイスティックなロックスターのパロディである。
ボノが初めてファルセット（裏声）で歌った曲で、サビの部分のボーカルは、ファルセットと地声の2パートに分かれている。ライブではジ・エッジがファルセットのパートを歌っており、その様子は、『ZOO TVツアー〜ライヴ・フロム・シドニー』等の映像作品で確認できる。
「4人の男がThe Joshua Treeをなぎ倒す音」と表現するヒップホップとインダストリアルミュージックの影響（ボノが大好きなPixiesの影響もあるらしい）の色濃い新しいU2サウンドが、ファンに受け容れられるかどうかメンバーも半信半疑だったが、旧来のファンの一部には拒否反応を示されたものの、概ね暖かく迎えられ、さらにこれまでU2に興味を示さなかったオルタナロックファンにも支持された。結果、この曲は「Desire」に引き続きUKナンバー1に輝き、シルバーディスクも獲得した。ボノはこの曲を「地獄からの電話」と称している。

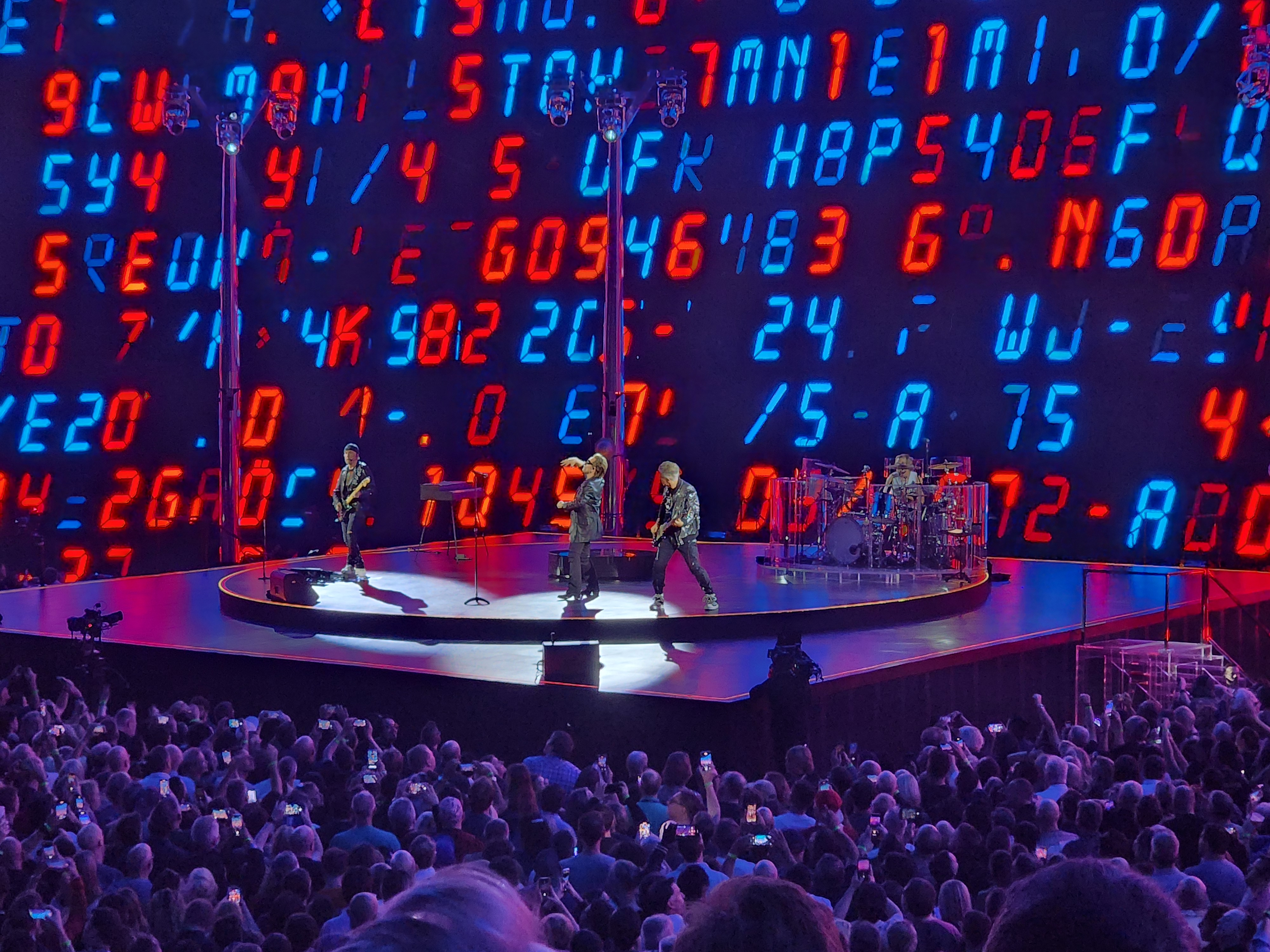
2023年10月11日、ラスベガスのスフィアで「ザ・フライ」を演奏するU2。

ちなみにリリース前にこの曲を聴かされたデヴィッド・ボウイはメンバーに「作り直せ」と言ったらしく、メンバーもライブでしっくりくるようになったのは、Vertigoツアーの頃だったと述べている。
プロデュースはダニエル・ラノワが単独で行い、アルバム『アクトン・ベイビー』を共同プロデュースしたブライアン・イーノは、この曲に関しては"Special Thanks To"とクレジットされている
2010年7月、『スピン』誌の編集者が「過去25年間のベスト・アルバム125」を選出した企画で、U2の『アクトン・ベイビー』が1位に選ばれ、チャールズ・アーロンは同記事において、「ザ・フライ」を「ロック・スターが自分のことを嘘つきで盗人と告白するという主題が共感された」と評した。

## 収録曲

### 7インチ・シングル、8cmCDシングル
1. ザ・フライ - "The Fly"
2. アレックス・ディセンズ・イントゥ・ヘル - "Alex Descends into Hell for a Bottle of Milk / Korova 1"

### 12インチ・シングル、12cmCDシングル
1. ザ・フライ - "The Fly"
2. アレックス・ディセンズ・イントゥ・ヘル - "Alex Descends into Hell for a Bottle of Milk / Korova 1"
3. ラウンジ・フライ・ミックス - "The Lounge Fly Mix"

## PV
- 監督：リッチー・スマイス、ジョン・クレイン
- プロデューサー：ネッド・オハンロン、ジュリエット・ネイラー
- プロダクション：Dreamchaser Productions
- 撮影監督：デクラン・クイン、ジョン・マセソン
- 編集：モーリス・リネイン
- ロケ地：ダブリン、ソーホー（ニューヨーク）、ロンドン
- 撮影日：1991年9月13日
- リリース日：1991年10月9日

リプトンヴィレッジのサイモン・カーモディがヴォーカルを担当し、マザーレコードに所属していたGolden Hordeというバンドの「100 Boys」のPVを気に入ったU2がリッチー・スマイスに声をかけた。スマイスは「アイルランド人にとってU2と一緒に仕事をするのは、ギネスビールのCMを撮るようなもの」とこのオファーを大変喜んだのだという。

まだアルバムが完成しない中、あわただしく撮影が行われ、スマイスがダブリンでバンドのパフォーマンスを撮り、もう1人の監督・ジョン・クレインがロンドンのシーンを撮るという分業体制が敷かれた。ちなみにジョンが撮ったのはピカデリー・サーカス、ロンドン・パビリオン、歓楽街にあるパブ・Soho、 Walworth Roadにある電気屋・ Bob’s Boxesといったロンドンの風景である。
「撮影に二日間かかり、編集にさらに日数がかかった。監督を二人雇って、リッチーがバンドのパフォーマンスを、ジョンがコンセプトを担当した。とても面白くて、完成するまで時間がかかった。バンドにとってとても重要な時期で、一階でアルバムのミックスをして、二階でPVの編集をしていた。僕たちはキャビンの中で熱狂していたんだよ」（ネッド・オハンロン）
PVの冒頭には「The Lounge Fly Mix」が流れる中、ボノがピカデリー・サーカス周辺を歩くシーンがあるが、この撮影は人目を避けるためにロンドン・パビリオンの屋上から撮影された。またこのシーンはオンエアではしばしカットされた。
当時まだ駆け出しだったリッチーにとっては、3本目の仕事だったが、この成功により、アイルランドを代表する映像作家に成長した。
ただ当時から「The Fly」のPVは同年リリースされたVan Halenの「Right Now」のPVにそっくりという指摘があり、またジェニー・ホルツァーもThe FlyのPVに使われているメッセージは、自分の作品からのパクリであると主張していた。例えばPVのThe Future Is a Fantasyというメッセージは彼女のThe Future Is Stupidというメッセージ、PVのAmbition Bites the Nails of SuccesはAmbition Is Just as Dangerous as Complacencyというメッセージのパクリだというのだ。この点についてはマーク・ペリントンは「ポップカルチャーにはよくある”影響”というものだ」とパクリ説を一蹴している。

## B面曲

### Alex Descends into Hell for a Bottle of Milk / Korova 1
『Achtung Baby』のレコーディング前にボノとエッジがロイヤル・シェイクスピア劇団の舞台作品『時計じかけのオレンジ』のために書いた曲で、作曲を依頼された際、エッジは舞台監督に「僕たちはヒット曲を書くことは不得意なんだけど、それでもいいかい？」と忠告したのだという。原作者のアンソニー・バージャスは気に入らなかったらしく、舞台も興行的に失敗した。ただU2が初めて外部と一緒にやった仕事の1つで、U2の世界が広がったとエッジは述べている。
なおこの曲は北野武とキアヌ・リーブスが共演した「JM」（1995年アメリカ映画）でも使われている（→「Alex Descends into Hell for a Bottle of Milk / Korova 1」）

### The Lounge Fly Mix
歌詞が異なり、よりトリップホップ的である。PVのイントロに一部使われている。

## 評価

### イヤーオブ
- 1991年NME年間ベストシングル50第26位[19]

### オールタイム
- 1997年Mojo読者が選ぶ90年代ベストソング100第38位[20]
- 2004年Qマガジンが選ぶ持っておくべき1010曲：エアギター50[21]
- 2012年Qマガジンが選ぶベストソング1001第875位[22]
- チャンネル４が選ぶオールタイムUKナンバー１ヒット100第78位[23]